# Johann Philipp Reis
Johann Philipp Reis, nemški fizik in izumitelj, * 7. januar 1834, Gelnhausen, Nemčija, † 14. januar 1874, Friedrichsdorf, Nemčija.

## Življenje in delo
Reis je leta 1861 izdelal vrsto telefona, ki se danes imenuje po njem, Reisov telefon. Skupaj z Bellom danes velja za izumitelja telefona. Njegov telefon iz leta 1863 je po dokumentih londonskega Znanstvenega muzeja iz leta 1947 lahko dobro, vendar neučinkovito prenašal in reproduciral govor.